# Đỗ Doãn Hoàng
Đỗ Doãn Hoàng (sinh ngày 1/1/1976 tại xã Đường Lâm, thị xã Sơn Tây, thành phố Hà Nội) là một nhà báo chuyên làm phóng sự điều tra, công tác lâu năm cho báo Lao động. Ông được biết tới nhiều nhất qua những thiên phóng sự nhiều khám phá độc đáo, giàu sức chiến đấu bảo vệ công lý và giàu giá trị nhân văn, cùng nhiều giải thưởng cao quý: 
7 lần đoạt giải Báo chí Quốc gia
Giải A Giải Báo chí Quốc gia năm 2023
Giải A Giải Báo chí Quốc gia năm 2021 
Giải B Giải báo chí quốc gia năm 2020
Giải A Giải báo chí Toàn quốc về Phòng, chống tham nhũng, lãng phí tiêu cực năm 2021
Giải A giải Báo chí Tài nguyên và Môi trường năm 2022 (nhận cùng Nguyễn Đức Minh)
Giải B giải Báo chí Tài nguyên và Môi trường năm 2022
Giải nhất Giải báo chí điều tra về buôn bán động vật hoang dã năm 2021 mang tên Truy vết đặc sản thú rừng
Giải Nhà báo xuất sắc về điều tra chống nạn săn bắn và mua bán Động vật hoang dã (2015 - Trung tâm Giáo dục Thiên nhiên ENV cùng Cơ quan Phát triển Quốc tế Hoa Kỳ và Tổ chức Freeland trao tặng)
Giải nhất Báo chí "Toàn cảnh cuộc khủng hoảng hoang dã" VIEWS 2020.
Người hùng bảo vệ môi trường (2014 – VTV2 trao tặng)
…

## Sự nghiệp
Sau khi tốt nghiệp khoa Báo chí, Học viện báo chí tuyên truyền, Đỗ Doãn Hoàng đã từng làm việc cho một số cơ quan báo chí như Báo Thanh niên, Báo An ninh Thế giới, Báo Lao động. Hiện đang công tác tại báo điện tử Dân Việt/Nông thôn ngày nay.

### Sách
Đã xuất bản 30 đầu sách (tính đến năm 2021) gồm Bút ký – phóng sự, truyện ngắn, truyện dài:
- 2017: Dưới gầm trời lưu lạc

- 2014: Họ vẫn sống trong tôi

- 2011: Cánh chim rừng không mỏi

- 2010: Tôi thật thà với chính tôi

- 2005: Nến cong và lửa thẳng

- Các cuốn năm 2019: Ở lại với ngàn sao/ Trong tận cùng hang ổ/ Búi Thông thơ dại.

- 3 cuốn gần nhất (năm 2021): Đi qua miền hoa lệ (2 tập); "Tôi đã sống bằng trái tim người khác".

- Các tập truyện ngắn, truyện vừa: Búi thông thơ dại, Thung lũng đá mồ côi.

### Phim tài liệu
Đỗ Doãn Hoàng tham gia viết kịch bản, biên tập, tác nghiệp hiện trường Series phim Tài liệu về những điểm đen ô nhiễm tại Việt Nam phát sóng trên kênh VTV2
- Tập 1, Rút ruột rừng già, phá rừng và cấu kết phá rừng ở Yên Bái. Năm 2015.
- Tập 2 - Nước mắt của vàng, Người dân sống trên những vùng đất vàng đang tái nghèo vì không còn ruộng nương để sản xuất. Lời hứa về một cuộc sống tốt hơn của chính quyền và doanh nghiệp khai thác vàng vẫn chưa thành hiện thực. Hậu quả môi trường nặng nề vẫn chưa được khắc phục sau cơn lốc vàng đi qua.
- Tập 3 - Rác làng khoai, Thôn Minh Khai lúc nào cũng tấp nập, sôi động. Mỗi ngày trung bình nơi đây tái chế vài trăm tấn nhựa phế thải. Nhựa, nilon dạng rác thải được thu gom về đây từ nhiều tỉnh thành của khắp cả nước. Nhưng bất ngờ nhất, các cơ sở tái chế nhựa ở đây còn nhập các loại nhựa rác thải từ nhiều nước trên thế giới như: Nhật Bản, Hàn Quốc và thậm chí từ các nước châu Âu xa xôi.
- Tập 4 - Bi kịch sống mòn, bức tranh toàn cảnh về bi kịch của những người dân sống quanh khu công nghiệp, mong mỏi được hít thở một bầu không khí trong lành, được ngắm nhìn dòng kênh trong xanh trở lại.

Ngoài ra còn có 4 tập phim Dưới mái nhà chung. Loạt phim về thực phẩm bẩn – phát sóng trên O2TV (tác nghiệp hiện trường, MC). Ký sự dài tập: Hành trình đến Tam Giác Vàng.  Viết kịch bản và lời bình phim tài liệu: "Thang đá ngược ngàn" (Huy chương Vàng, Hội Điện ảnh Việt Nam)...

## Vinh danh
7 lần đoạt giải Báo chí Quốc gia.
Giải A Giải Báo chí Quốc gia năm 2023
Giải A giải Báo chí Quốc gia năm 2021 
Giải B Giải báo chí quốc gia năm 2020
Giải A Giải báo chí Toàn quốc về Phòng, chống tham nhũng, lãng phí tiêu cực năm 2021
Giải A giải Báo chí Tài nguyên và Môi trường năm 2022 (nhận cùng Nguyễn Đức Minh)
Giải B giải Báo chí Tài nguyên và Môi trường năm 2022
Giải nhất Giải báo chí điều tra về buôn bán động vật hoang dã năm 2021 mang tên Truy vết đặc sản thú rừng
Giải Nhà báo xuất sắc về điều tra chống nạn săn bắn và mua bán Động vật hoang dã (2015 - Trung tâm Giáo dục Thiên nhiên ENV cùng Cơ quan Phát triển Quốc tế Hoa Kỳ và Tổ chức Freeland trao tặng)
Giải nhất Báo chí "Toàn cảnh cuộc khủng hoảng hoang dã" VIEWS 2020.
Người hùng bảo vệ môi trường (2014 – VTV2 trao tặng)
Đạt giải Cuộc thi giải báo chí về đề tài “Thảm họa da cam và công cuộc khắc phục hậu quả chất độc hóa học do Mỹ tiến hành trong chiến tranh ở Việt Nam”, Lần thứ I, năm 2020 - 2021
Giải Nhì truyện ngắn - Báo Tuổi trẻ TP HCM (2009)
Viết kịch bản phim Tài liệu Điện ảnh "Thang đá ngược ngàn" – Bộ phim giành giải Cánh Diều Vàng (2002).
Ngoài ra có khoảng hơn 30 giải thưởng báo chí trong nước: trong đó có nhiều Giải nhất, Giải Nhì, Giải 3…

## Bị thuê đánh trả thù
Sáng 23/3/2016, khi đang đi đến đường ở phường Đại Kim, quận Hoàng Mai, Hà Nội) ông bị một nhóm người chặn đánh hội đồng. Giáo sư Nguyễn Minh Thuyết phân tích vết thương, cho là bọn chúng quyết đập nát ngón tay trỏ của ông, ngón tay viết bài, để trả thù và dằn mặt.

## Mạng lưới hợp tác
- Là một trong những người sáng lập Hội nhà báo Môi trường Việt Nam.
- Khoá tập huấn về báo chí điều tra tại Thái Lan (tháng 5/2018), Hội nhà báo Việt Nam và tổ chức Fojo Media Institute của Thái Lan mời.
- Tập huấn về điều tra chống buôn người cho các nhà báo Việt Nam với sự tham gia của Chương trình hành động của Liên Hợp Quốc về chống buôn bán người tại Việt Nam (UN-ACT) với đại diện của Fojo và các quan sát viên của Lào, Campuchia; Tập huấn điều tra chống buôn người cho các nhà báo Việt Nam do Đại sứ quán Hoa Kỳ tại Việt Nam và Hội Nhà báo Việt Nam tổ chức năm 2020.
- Tham gia đưa tin về Diễn đàn Kinh tế thế giới Phương Đông ở vùng Viễn Đông của nước Nga (tháng 9/2016) - tại Vladivostok.
- Tham gia các chương trình viết giáo trình, là giảng viên trong các khóa tập huấn, điều tra thực địa về nạn săn bắn, giết hại Động vật hoang dã dọc Việt Nam, Lào, Campuchia trong nhiều năm, cùng Tổ chức Nhà báo môi trường Việt Nam, Trung tâm Con người và Thiên nhiên - Pan Nature, Tổ chức Quốc tế về Bảo tồn Thiên nhiên (WWF), Hiệp hội bảo tồn Động vật hoang dã (WCS) Việt Nam, Trung tâm Bảo tồn Động vật Hoang dã tại Việt Nam (Save Viet Nam’ Wildfife), Tổ chức Change...
- Hai lần là đại biểu chính thức (với tư cách nhà báo), được mời sang Nam Phi điều tra về săn bắn, giết hại, buôn bán sừng tê giác và ngà voi: đã tham gia sản xuất nhiều chương trình truyền hình, viết nhiều bài báo và xuất bản sách về chủ đề trên.	
- Điều tra cùng các đoàn nhà báo của National Geographic (kênh truyền hình), cùng đài truyền hình Đức, Canada, Hà Lan, Bỉ, Australia… về chủ đề chống lại nạn buôn bán và sử dụng các sản phẩm động vật hoang dã ở Việt Nam, đặc biệt là sừng tê giác và ngà voi.
- Đã đến hơn 30 quốc gia và vùng lãnh thổ để viết bài, làm việc, hợp tác quốc tế, thực hiện các nhiệm vụ liên quan đến báo chí: Ấn Độ, Nepal, Bhutan, Lào, Myanmar, Thái Lan, Hàn Quốc, Trung Quốc, Tây Tạng - Tibet (TQ), Campuchia, Malaysia, Italia, Pháp, Bỉ, Hà Lan,Thuỵ Sĩ, Đức, Vatican, Nam Phi, Nga, Brazil, Peru, Na Uy, Thụy Điển, Phần Lan, Thổ Nhĩ Kỳ, Indonesia...

## Các tác phẩm tiêu biểu

### Nạn tàn sát chim hoang dã, chim di cư ở Việt Nam (năm 2020)
Tuyến bài Điều tra dài kỳ  "Triệt phá các Tổng kho hành quyết chim trời".
1/ Cùng Tổ chức Bảo tồn WCS (có trụ sở ở 60 quốc gia) và Nhóm Thanh niên Vì môi trường (Quỹ Vì tầm vóc Việt) tập huấn cho các bạn trẻ tham gia điều tra bảo vệ động vật hoang dã (có nhà báo lão luyện hướng dẫn) tại huyện đảo Cát Bà và Hà Nội.
2/ Điều tra trên 6 tỉnh, thành: Hà Nội, Hà Nam, Bắc Ninh, Vĩnh Phúc, Nghệ An, Hà Tĩnh, "ngồi trong chăn" với các chủ nhà hàng, tìm ra sự thật và báo cáo công an và kiểm lâm xử lý, thả chim hoang dã khổng lồ về trời.
3/ Khảo sát trên diện rộng, dựng chân dung các thành phố tàn sát chim trời và phân tích trách nhiệm "bí ẩn" của cơ quan quản lý các cấp.
4/ Nhập vai, đi theo các toán thợ săn sát thủ và các đường dây buôn súng đầy hiểm họa/ giết chóc/ giang hồ.
5/ Lập "ních" ảo, truy lùng các chủ buôn chim hoang dã bán một lúc vài vạn con vừa chim sống vừa chim đông lanh, rồi "định vị" tổng kho, thám sát, mật phục, đề nghị công an và kiểm lâm các tỉnh: Vĩnh Phúc, Hà Nam, Bắc Ninh đến tịch thu, xử lý
6/ Đối thoại với các chuyên gia bảo tồn để phân tích từ góc độ luật pháp và đề nghị cơ quan hữu trách phải xử lý vấn đề theo đúng Luật.
7/ Đối thoại với Cục Kiểm lâm, Bộ NNPTNT.  Phó Cục trưởng Nguyễn Quốc Hiệu thừa nhận các tài liệu điều tra của nhóm nhà báo chúng tôi là thuyết phục và các sai phạm liên quan đến chim hoang dã có thể xử lý hình sự được. Và Cục Kiểm lâm đã kịp thời chỉ đạo khẩn cấp đến 6 tỉnh phải hành động.
8/ Vào Tiền Giang, Bến Tre, đi với các nhóm giải cứu chim trời bị dính bẫy, dính lưới và đề nghị thành lập các khu vực được bảo vệ đặc biệt trước khi quá muộn.
9/ Nghiên cứu tại sao một số tỉnh như Hà Tĩnh, Thừa Thiên Huế, người ta có thể giải quyết dứt điểm được vấn nạn tàn sát chim trời; từ đó rút ra bài học về lỗ hổng quản lý hoặc sự trây ì không vào cuộc của nhiều địa phương. Đề nghị nhân rộng mô hình quản lý động vật hoang dã bằng ứng dụng thông minh trên internet, phát huy tác dụng của smartphone.
10/ Làm việc với Cục Đa dạng Sinh học/ Tổng Cục Môi trường/ Bộ TNMT về việc cần phải có một chiến lược kịp thời và trên diện rộng, xử lý dứt điểm nạn "cạo sạch, vét nhẵn" đàn chim trời, nhất là các loài quý hiếm của Việt Nam và… bay qua Việt Nam hiện nay.
11/ WWF/ Quỹ Bảo tồn Thiên nhiên Thế giới/ Tổ chức Bảo tồn danh tiếng bậc nhất địa cầu lên tiếng. Thừa nhận, Luật pháp Việt Nam có đủ, có cả "cây gậy vàng" là chỉ thị 29 (mới ký tháng 7 năm 2020) từ Thủ tướng Chính phủ, vấn đề là cơ quan hữu trách có làm không và có làm minh bạch hay không mà thôi.
12/ Bà Hoàng Thị Thanh Nhàn, Phó Cục trưởng Cục Bảo tồn Thiên nhiên và Đa dạng Sinh học, Bộ Tài nguyên và Môi trường (Việt Nam) lên tiếng, thừa nhận "cái đích" mà các phóng viên tấn công vào là hoàn toàn đúng: các nhà hàng Đặc sản chim trời là lò sát sinh chim hoang dã lớn nhất Việt Nam.
13/ Tại Sài Gòn, Diễn thuyết trước các quan khách, quan chức, dăm bảy chục đại diện sứ quán các nước và các đồng nghiệp báo chí về chủ đề "Khủng hoảng hoang dã", trong đó da diết kêu cứu cho chim hoang dã Việt Nam.
14/ Cùng cộng sự làm ngót chục video điều tra và hiệu triệu cả xã hội cùng vào cuộc. Viết bài cho các báo và các cuốn sách, lập các giáo trình giảng dạy về vấn đề trên
15/ Đưa đại diện của nhóm tình nguyện viên giải cứu Sứ giả Bầu trời (chim hoang dã) đi gõ cửa cơ quan chức năng, vận động cho chiến dịch vì môi trường. Đoàn đã lên đến Bộ Tài nguyên Môi trường và được đón tiếp trọng thị, ra về "lòng tràn ngập hy vọng". Tin vui: sắp tới, sẽ có một hội thảo Hành Động (thay vì Bàn Giấy) về chủ đề trên…
Chỉ thị của Thủ tướng đã được cơ quan hữu trách tâm huyết và cầu thị viết xong phần Dự Thảo. Ngày 8/3/2021, Văn phòng Chính phủ có công văn truyền đạt ý kiến của Phó Thủ tướng Chính phủ Trịnh Đình Dũng, giao các bộ ngành liên quan xúc tiến báo cáo để có quyết sách hiệu quả nhất cho vấn đề trên.

### Buôn bán ĐVHD tại Việt Nam, Lào
Cạo trọc, vét nhẵn, tận diệt "hàng rừng"
Máu thú hoang, từ vạc lửa đến "đỉnh trời"

### Loạt bài về thực phẩm bẩn
Mắm tôm độc hại với địa điểm là xã Ngư Lộc, huyện Hậu Lộc, tỉnh Thanh Hóa. Đây là một vấn đề nhạy cảm, ngay cả khi một vài cơ sở làm bẩn, làm ẩu, nhưng nếu không rành mạch, dễ bị rơi vào xu hướng vơ đũa cả nắm, ảnh hưởng đến đời sống, sản xuất cũng như thương hiệu quý có từ lâu đời của cư dân miền biển xứ Thanh.
Biến thịt lợn chết thối thành đặc sản

### Phóng sự điều tra đoạt giải nhất cuộc thi "Toàn cảnh cuộc khủng hoảng hoang dã" 2020: "Xâm nhập đường dây buôn bán hổ xuyên quốc gia"[33]
Giáp mặt "trùm" buôn hổ trên mạng (Kỳ 1)
Hé lộ những mánh lới làm ăn tinh vi (Kỳ 2)
Chúa sơn lâm từ Lào "chạy" về Việt Nam (Kỳ 3)
Cao hổ - sự thật đắng lòng từ châu Phi (Kỳ 4)
Từ loạt bài "Xâm nhập đường dây buôn bán hổ xuyên quốc gia": Tổng kiểm tra tất cả cơ sở nuôi nhốt hổ
Kỳ cuối: "Cần gắn chíp theo dõi hổ nuôi nhốt"

### Phá rừng trên diện rộng
"Vương quốc" nghiến khổng lồ cuối cùng bị tàn phá.
Yên Bái - khi đàn cá tầm nuốt các cánh rừng.

### Tái chế rác thải y tế thành dụng cụ ăn uống và bảo quản thực phẩm
Sự thật khủng khiếp bên trong bệnh viện.
Kinh hoàng công nghệ chế biến rác bẩn ở Bệnh viện Bạch Mai
....

### Nạn lạm dụng tình dục đối với trẻ em nam và các tác động xã hội lớn sau đó, nhiều đối tượng đã bị bắt, xét xử và đi ở tù
Vụ án giáo viên nước ngoài xâm hại tình dục trẻ em nam Việt Nam bị phanh phui và đưa ra xét xử lần đầu tiên này thực sự là một vụ việc gây chấn động dư luận bởi các vụ xâm hại này xảy ra với những trẻ em lang thang cơ nhỡ hoặc có hoàn cảnh éo le.

### Một số bài/tuyến bài xuyên biên giới
Miền đất Chư thiên và giấc mơ ở một thủ đô không có đèn xanh đèn đỏ
'Vương quốc hạnh phúc' Bhutan, băn khoăn giữa miền tiên cảnh
Những hang hổ vờn mây trên nóc nhà thế giới

### Rừng nghiến cổ thụ ở Vườn Quốc gia Du Già bị tàn phá với quy mô chưa từng có
Bài 1: Câu trả lời sau hàng chục giờ bò trên núi đá
Bài 2: Vỡ trận vì để bà con không ưng cái bụng
Bài 3: Đấu trí với sự dắt mũi của các chủ rừng
Bài 4: Trách nhiệm của những công bộc giữ báu vật trên miền
Bài cuối: Các cơ quan trung ương cần vào cuộc

### Kinh hoàng những chiêu trò tàn sát thú rừng
Bài 1: Hóa kiếp đủ loại hàng trong “sách đỏ”
Bài 2: Trong "hang ổ" của trùm “hàng con” xuyên lục địa
Bài 3: Xuống chợ phiên buôn thú rừng với các má hồng
Bài 4: Trong thế giới ngầm của các “sát thủ rừng xanh”
Bài 5: Biệt đội giải cứu thú rừng và những lá chắn thép